# ゴッド・イズ・ザ・ビガー・エルヴィス
『ゴッド・イズ・ザ・ビガー・エルヴィス』(英語: God Is the Bigger Elvis)は、2011年にレベッカ・カミサが監督したアメリカの短編ドキュメンタリー映画。2012年4月にHBOで最初に公開された。
2012年1月24日、第84回アカデミー賞のアカデミー短編ドキュメンタリー映画賞部門にノミネートされた。

## 解説
ドキュメンタリーの主題は、ドロレス・ハートのライフストーリーである。ハートは1950年代後半から1960年代初頭に成功したキャリアをもつ女優であった。1957年、19歳の時にエルヴィス・プレスリーの相手役として「さまよう青春」で映画デビューした。1963年、24歳の時に修道女となって人生を神に捧げることを決心し、ハリウッドを離れ、コネチカット州ベスレヘムにあるベネディクト会のレジーナ・ラウディス修道院に入る。